# クリル (チワワ州)
クリル（Creel）
は、メキシコのチワワ州にある自治体。
メキシコ政府観光局(SECTUR)（スペイン語: Secretaría de Turismo (México)）
によりプエブロ・マヒコとして選出された観光地。